# Batalla de Shakarkhelda
La batalla de Shakarkhelda fou un combat decisiu que va tenir lloc al poble de Shakarkhelda al Berar, a la riba del Penganga, el 1724, quan Mubariz Khan el governador mogol de Malwa instigat per elements de la cort mogol, va envair Berar i va atacar a Asaf Jah (Nizam al-Mulk) i fou derrotat per aquest.
El vencedor va esdevenir nizam independent del Dècan (després d'Hyderabad) i dos fills de Mubariz van morir a la lluita. Nizam al-Mulk va rebatejar al poble com Fathkhelda avui part del districte de Buldana a Maharashtra.